# Церковь Михаила Архангела при Александровском механическом заводе
Церковь Архангела Михаила при Александровском заводе — утраченный православный храм в Санкт-Петербурге, находившийся на пересечении Шлиссельбургского проспекта (ныне проспекта Обуховской Обороны) с Московской улицей (ныне улица Крупской). Построен в 1860—1862 годах. В 1932 году храм был разрушен коммунистами.

## История
До постройки церкви Архангела Михаила рабочие Александровского механического завода (сейчас — Пролетарский завод), который был перенесён на Шлиссельбургский тракт после наводнения 1824 года, посещали церковь Преображения Господня при Императорском фарфоровом заводе. В 1826 году возник замысел собственного храма, в связи с чем такие архитекторы, как Александр Постников, Рудольф Желязевич, Эдуард Анерт, стали составлять свои проекты.
Через 30 лет, благодаря добровольным отчислениям рабочих и служащих завода, удалось накопить достаточно средств, на которые в 1860 году началось строительство однопрестольного храма с шатровой колокольней высотой более 34 метров по проекту архитектора департамента железных дорог Бориса Лорберга. Строительство обошлось в 48,5 тысяч рублей. 23 сентября 1862 года митрополит Исидор освятил новый храм. В церкви не было чтимых святынь, но имелась богатая серебряная утварь, дарохранительница в виде пятиглавого собора и трехъярусный иконостас, иконы которого были написаны В. В. Васильевым и П. И. Брусниковым. В 1867 году рядом со Шлиссельбургским трактом построили Александровскую часовню. Также к храму была приписана Никольская церковь при тюрьме уездного земства.

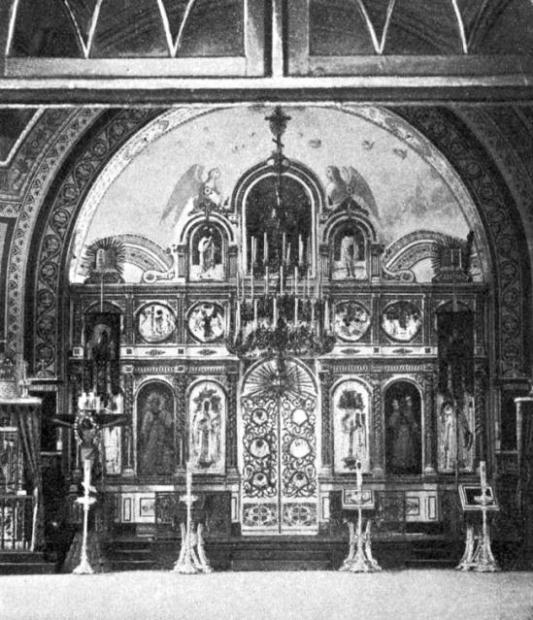
Иконостас церкви Михаила Архангела

Приход церкви Архангела Михаила устраивал крестные ходы к часовне на заводское кладбище (в шестое воскресенье после Пасхи), где служилась Вселенская панихида; на Глухозерский цементный завод (10 июля), к церкви святой Параскевы на Пороховых (27 июля) и по селу (15 августа), которое после крестьянской реформы 1861 года получило название Александровского, или Михаило-Архангельского, в соответствии с названиями завода и храма.
В 1880—1909 годах священнослужителем храма Архангела Михаила был протоиерей Василий Петрович Мудролюбов, который с 1880 года вместе со студентами Духовной Академии организовал внебогослужебные беседы для рабочих, сопровождаемые общенародным пением. С 1909 года на его место был назначен протоиерей Владимир Иоаннович Полигнотов. Через пять лет при церкви началась работа миссионерского братства.
В мае 1932 года церковь снесли по решению Президиума ВЦИК от 5 марта 1932 года.